# Kalibening (Tingkir)
Kalibening is een bestuurslaag (kelurahan) in het onderdistrict (kecamatan) Tingkir in de stadsgemeente (kota) Salatiga binnen het regentschap Semarang van de provincie Midden-Java, Indonesië. Kalibening telt 1.757 inwoners (volkstelling 2010).